# Bahnhof Kysak
Der Bahnhof Kysak (Železničná stanica Kysak) ist der Bahnhof der Gemeinde Kysak in der Slowakei. Kysak ist ein wichtiger Eisenbahnknoten in der Ostslowakei. In Kysak ist die Bahnstrecke Košice–Žilina mit der nach Polen führenden Bahnstrecke Kysak–Muszyna verknüpft.
Der Bahnhof liegt am Paneuropäischen Verkehrskorridor Nr. Va (Bratislava – Žilina – Košice – Uschhorod – Kiew).

## Lage
Der Bahnhof befindet sich südöstlich des Dorfzentrums von Kysak am Ufer des Hornád.

## Geschichte
Der Bahnhof wurde am 1. September 1870 mit der Inbetriebnahme der Strecke Košice–Prešov im damaligen Österreich-Ungarn durch die Kaschau-Oderberger Bahn (Ks.Od.). Mit der Fertigstellung der Strecke Kysak–Spišská Nová Ves, dem letzten Teil der Hauptbahn nach Žilina im Jahr 1872 wurde er zum Eisenbahnknoten.
Der Bahnhof wurde im Dezember 1944 durch Kampfhandlungen zerstört.
Die Eisenbahninfrastruktur des Bahnhofs gehört heute der Železnice Slovenskej republiky (ŽSR). Die Züge werden von der Železničná spoločnosť Slovensko (ZSSK) betrieben.

## Kursbuchstrecken
- 180 Košice–Žilina
- 188 (Košice)–Kysak–Prešov–Muszyna (PKP)